# Cyklistická trasa

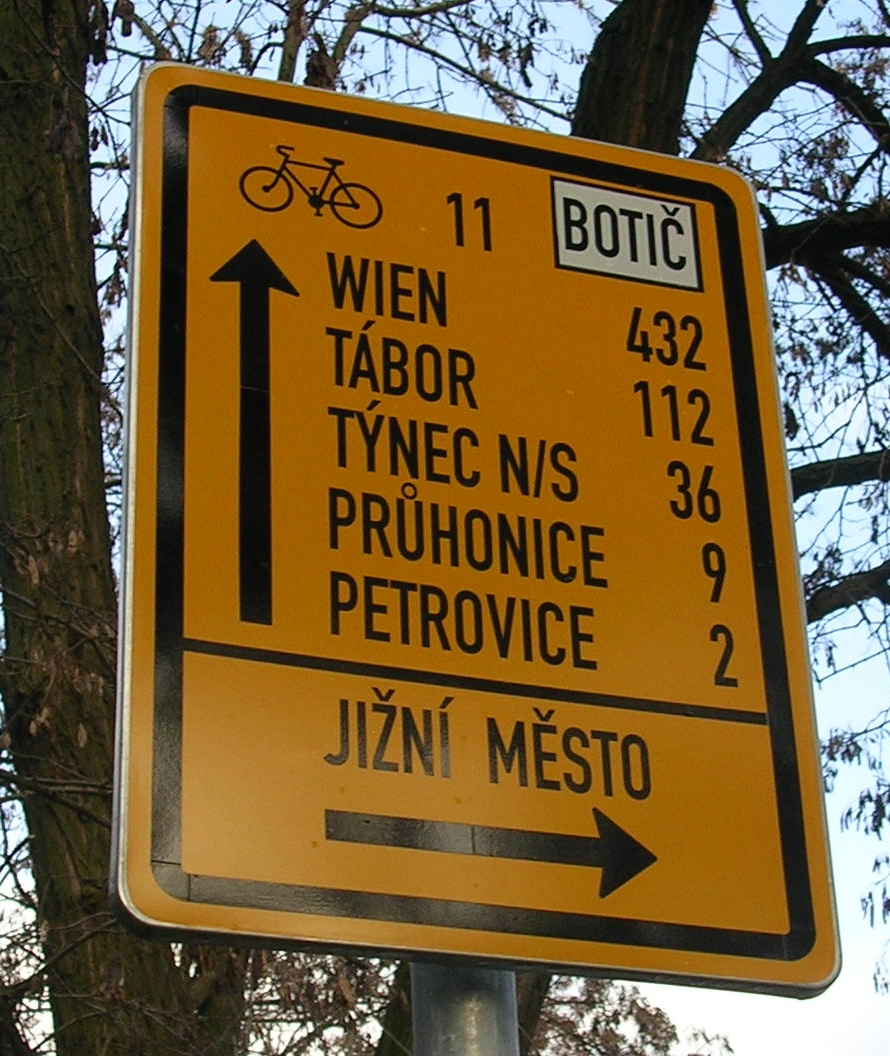
"Návěst před křižovatkou" (dopravní značka IS 20), přehrada Praha-Hostivař

Cyklistická trasa (cyklotrasa) je trasa pro cyklisty označená orientačním dopravním nebo turistickým značením. Cyklotrasa by měla účelně spojovat místa, mezi nimiž lze předpokládat cyklistickou dopravu, a to komunikacemi, které jsou vhodné pro jízdu na silničním jízdním kole.
Cyklistická trasa může být vedena místy po stezce pro cyklisty, místy po vozovce nebo vyhrazeném vyhrazeném jízdním pruhu. Běžné cyklotrasy by měly být vedeny jen po pozemních komunikacích s povrchem silniční kvality, některé jsou vedené i po nezpevněných cestách v terénu.
Pro cyklistické trasy s převažujícím turistickým účelem se používá i označení cykloturistická trasa. To se někdy používá i v zúženém významu pouze pro nesilniční trasy v náročnějším terénu: v praxi se náročnější trasy nevhodné pro silniční kola označují zkratkou MTB (mountain bike, horské kolo).

## Cyklistické trasy v Česku
Cyklotrasy v Česku značeny od roku 1997 speciálním turistickým značením Klubem českých turistů. Od roku 2001 jsou pro značení cyklotras používány i speciální směrové dopravní značky zavedené od 31. ledna 2001 vyhláškou č. 30/2001 Sb. Oba tyto způsoby značení tvoří jeden celek, jehož metodickým garantem je z pověření ministerstev dopravy a vnitra Klub českých turistů. Zřizování a údržbu financují většinou kraje, někdy i obce a soukromé subjekty.

### Značení v Česku
Cyklotrasy jsou rozděleny do čtyř tříd, přičemž počet číslic v označení trasy se rovná třídě, do níž je zařazena. Speciální číslování je od roku 2007 zaváděno v Praze, kde před číslem trasy je ještě písmeno A. Mimo to existují v mnoha oblastech i jiné způsoby značení cyklotras, které buď pocházejí z dřívější doby nebo byly zřízeny subjekty, které nepovažovaly za nutné značení do celostátního systému začleňovat.

## Galerie

Galerie ukazuje odlišnost značení v zahraničí. Optimální jsou formy s bílými tabulkami, protože nekolidují s používanými barevnými kódy. Takové se používaly v ČR před rokem 1996.
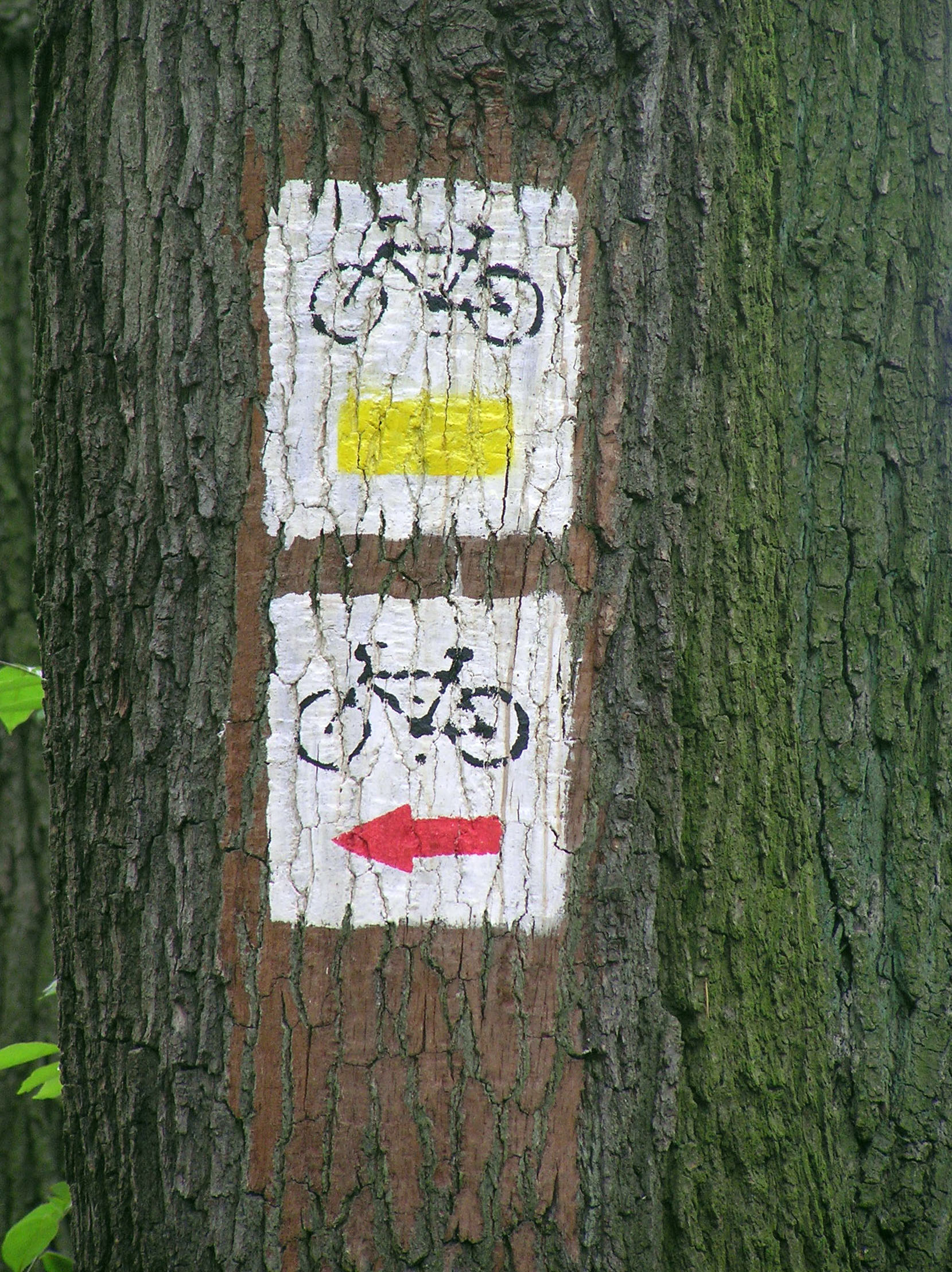
Cykloturistické značení v Polsku
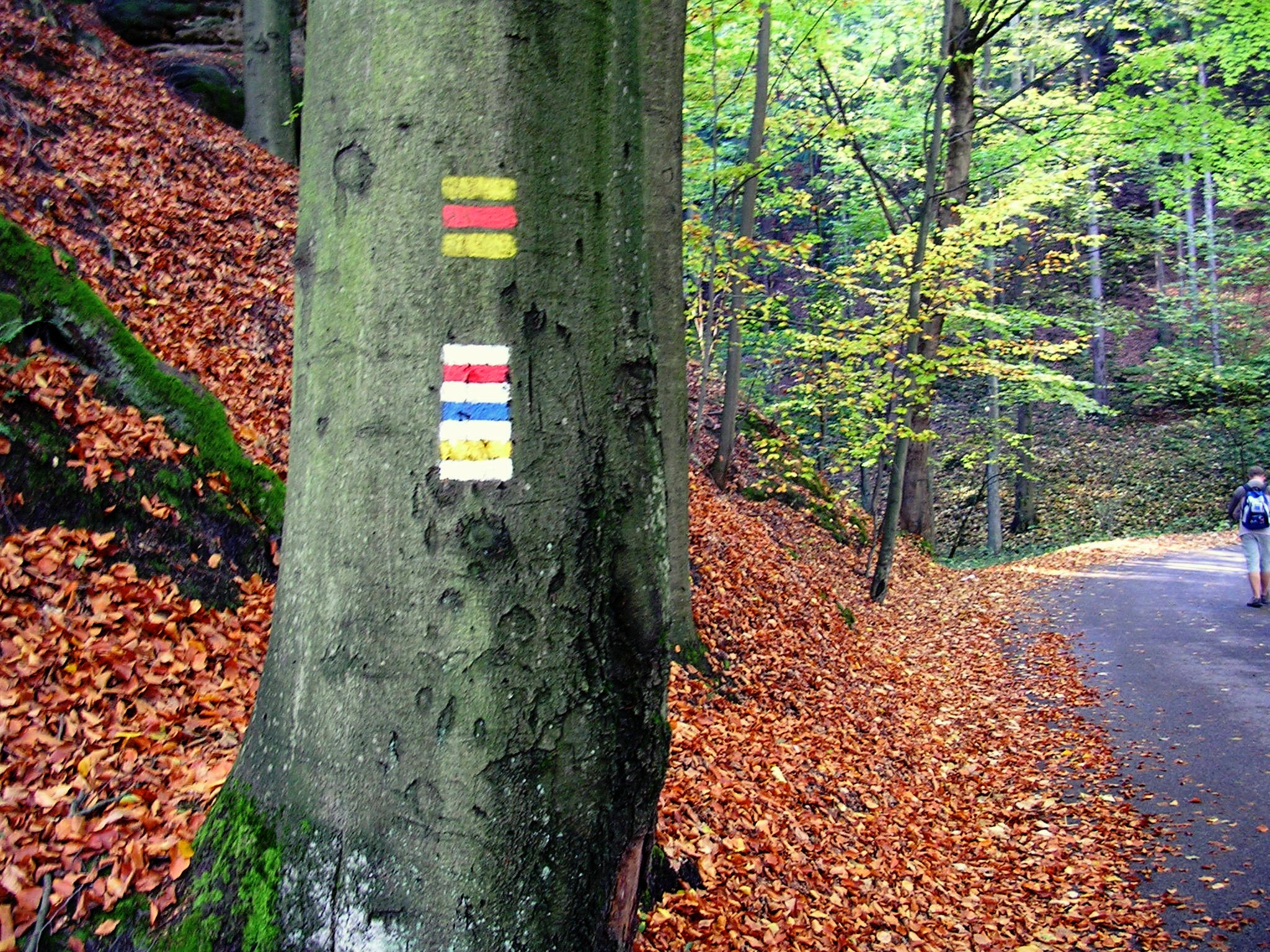
Česká cykloturistická značka pro cyklisty v souběhu s pěšími trasami
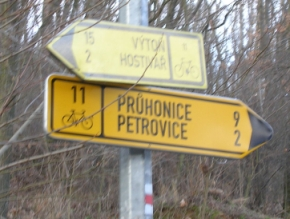
Směrové tabule pro cyklisty (dopravní značky IS 19) v Česku
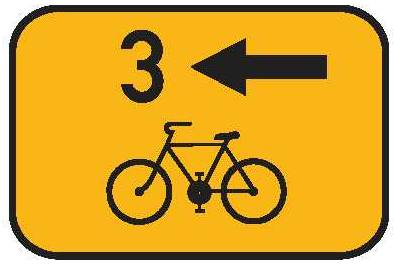
Směrová tabulka v Česku
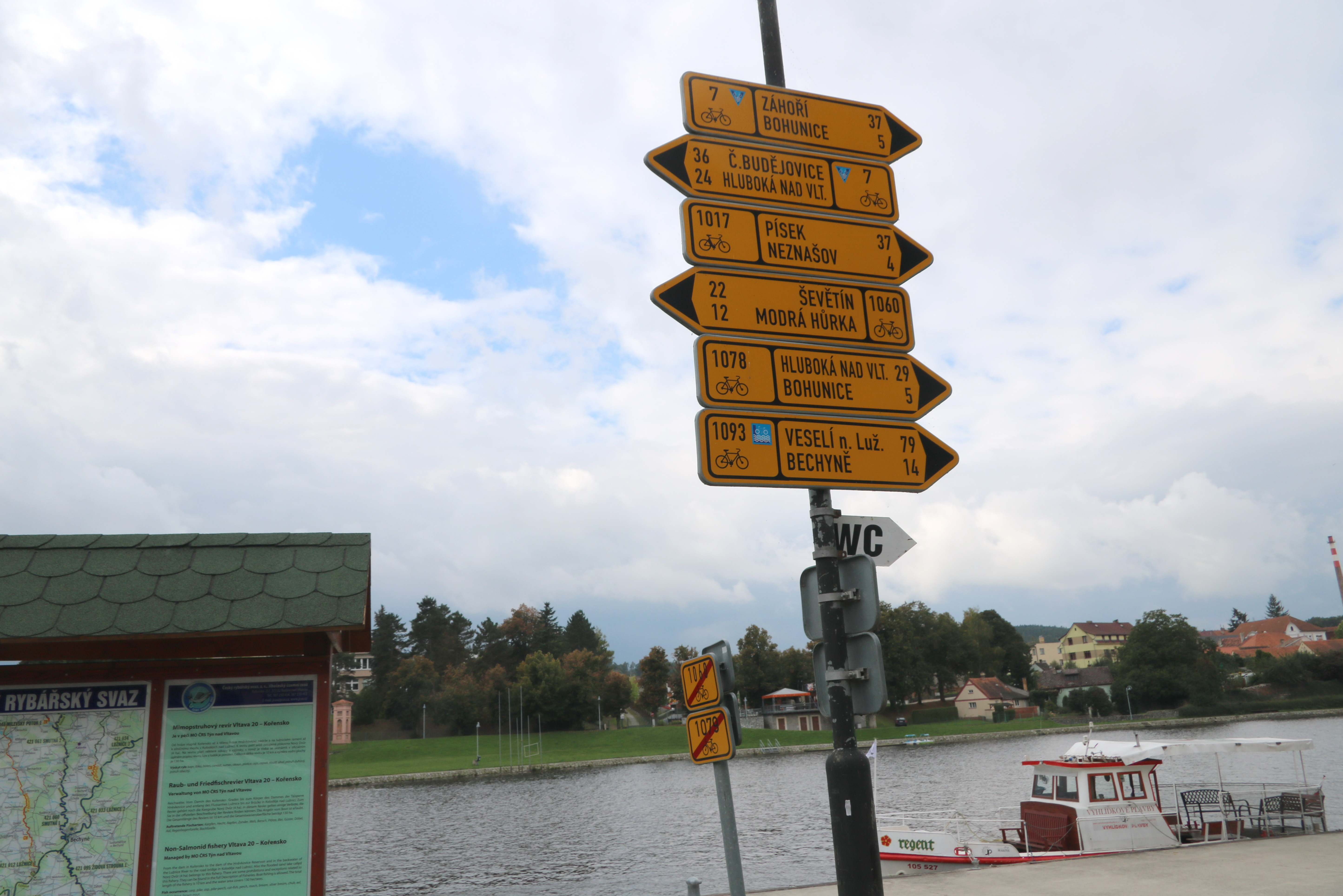
Rozcestník cyklotras v Týně nad Vltavou na nábřeží
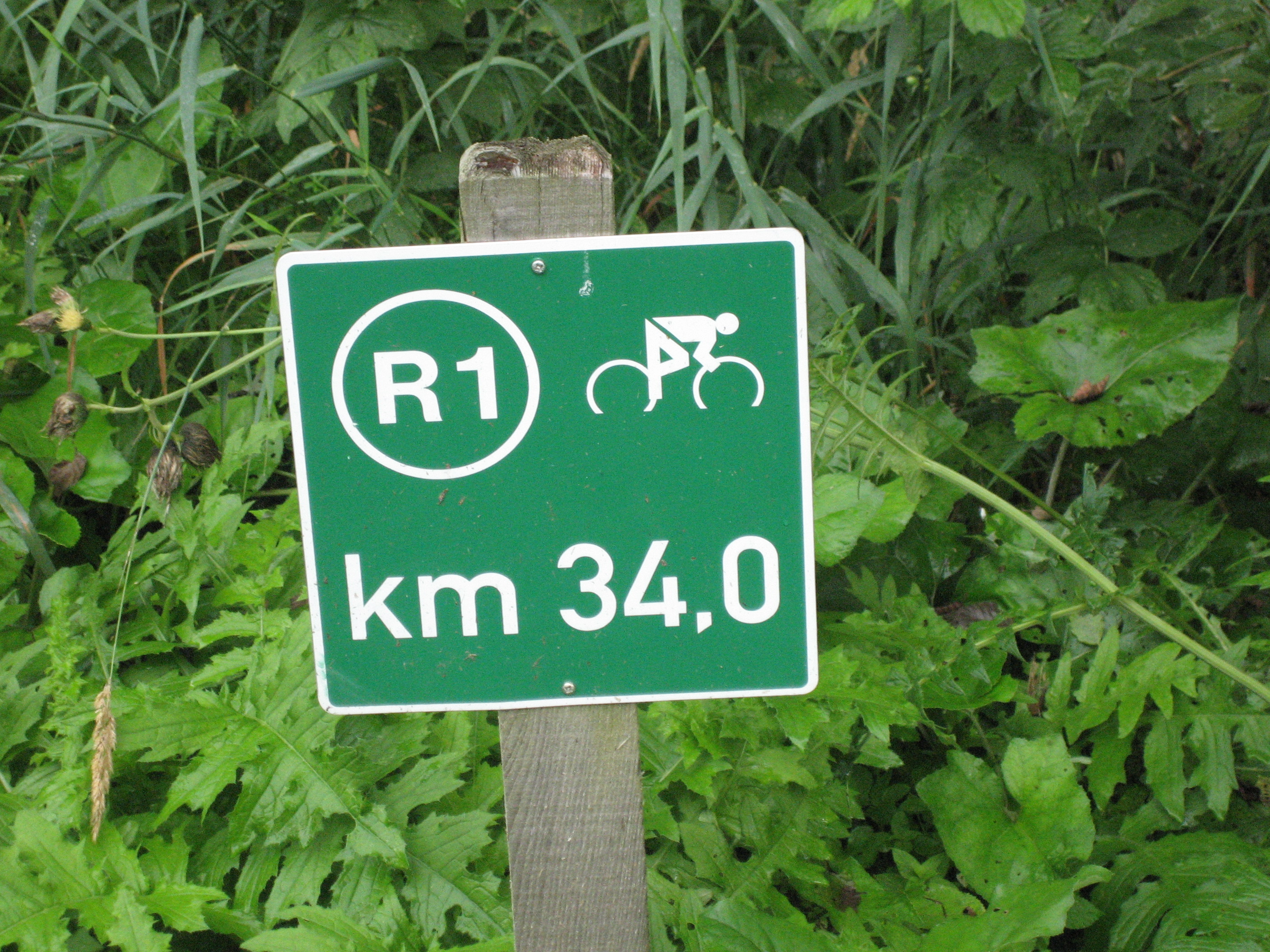
Označení cyklotrasy v rakouském Tyrolsku
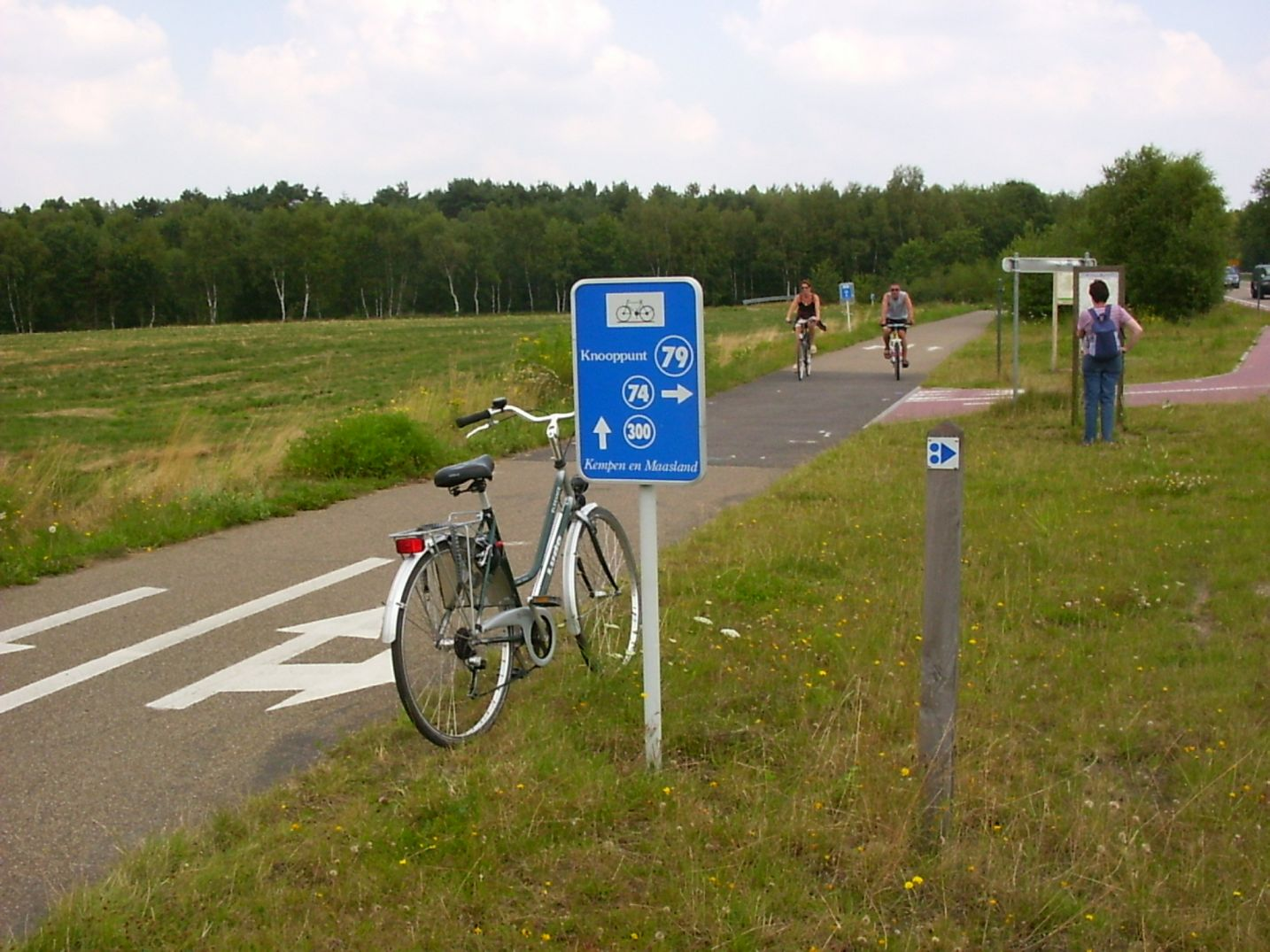
Belgické cyklotrasy
Německá cyklosměrovka
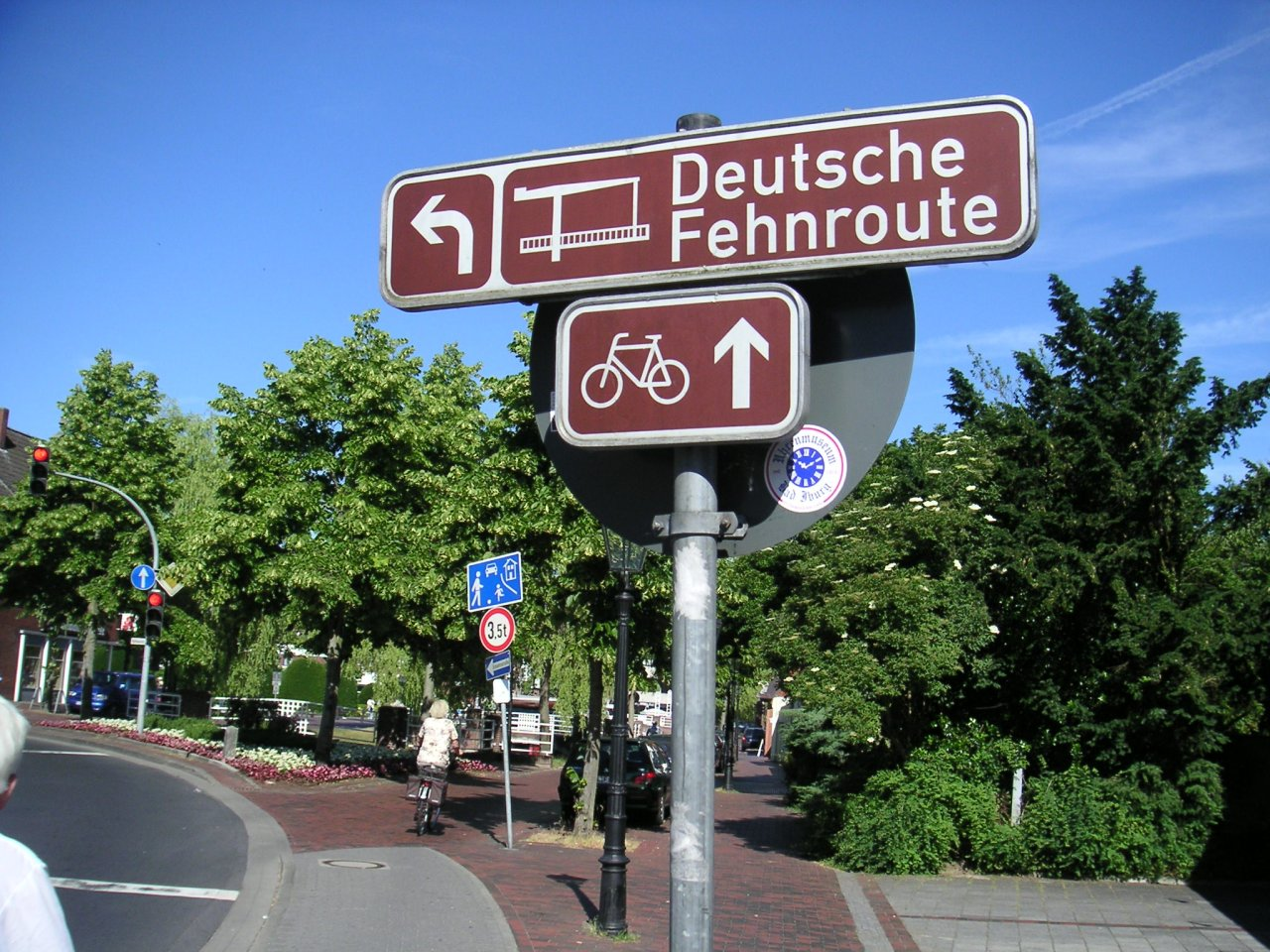
Německo, Papenburg
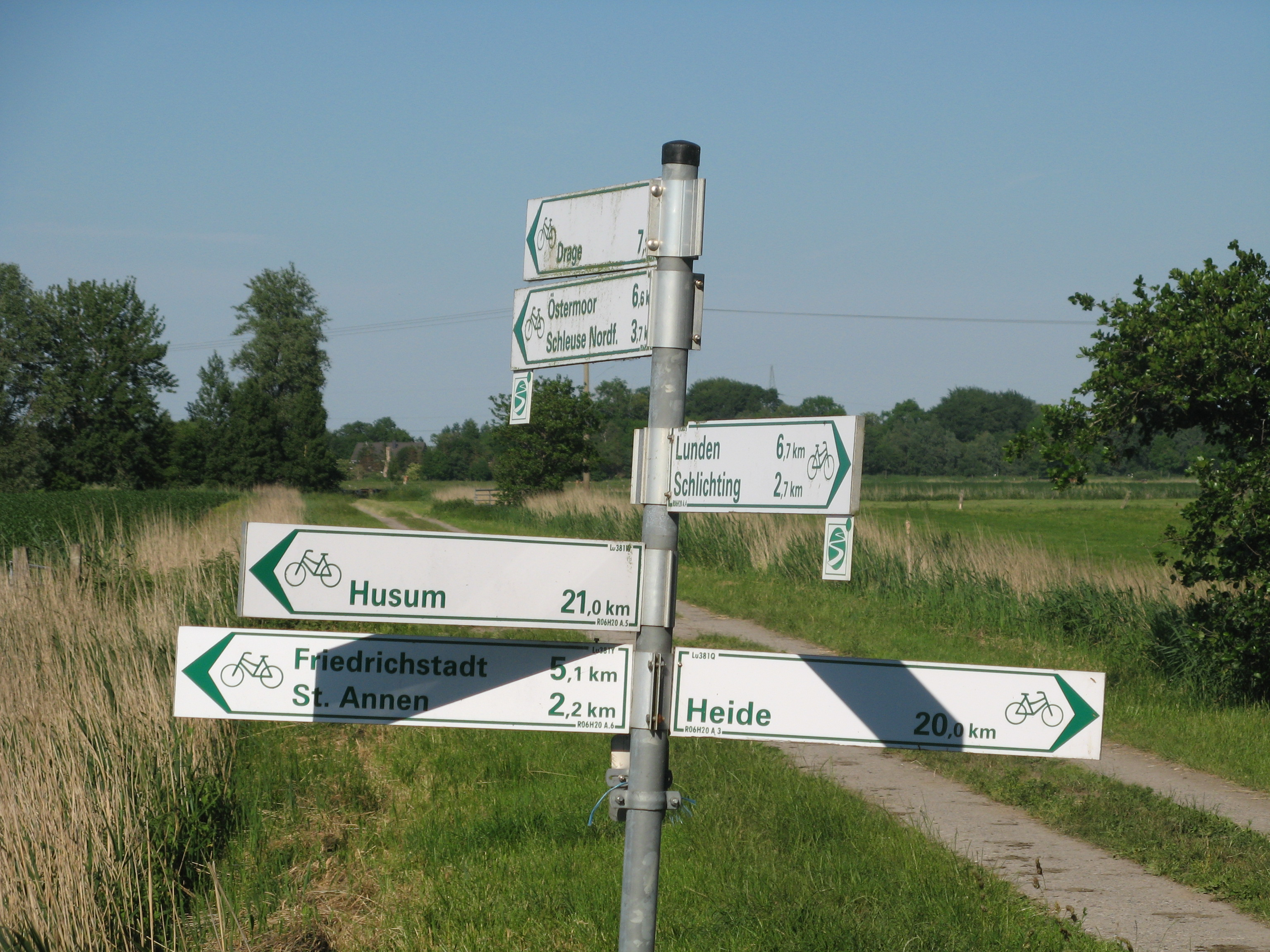
Německo (Sankt Annen)
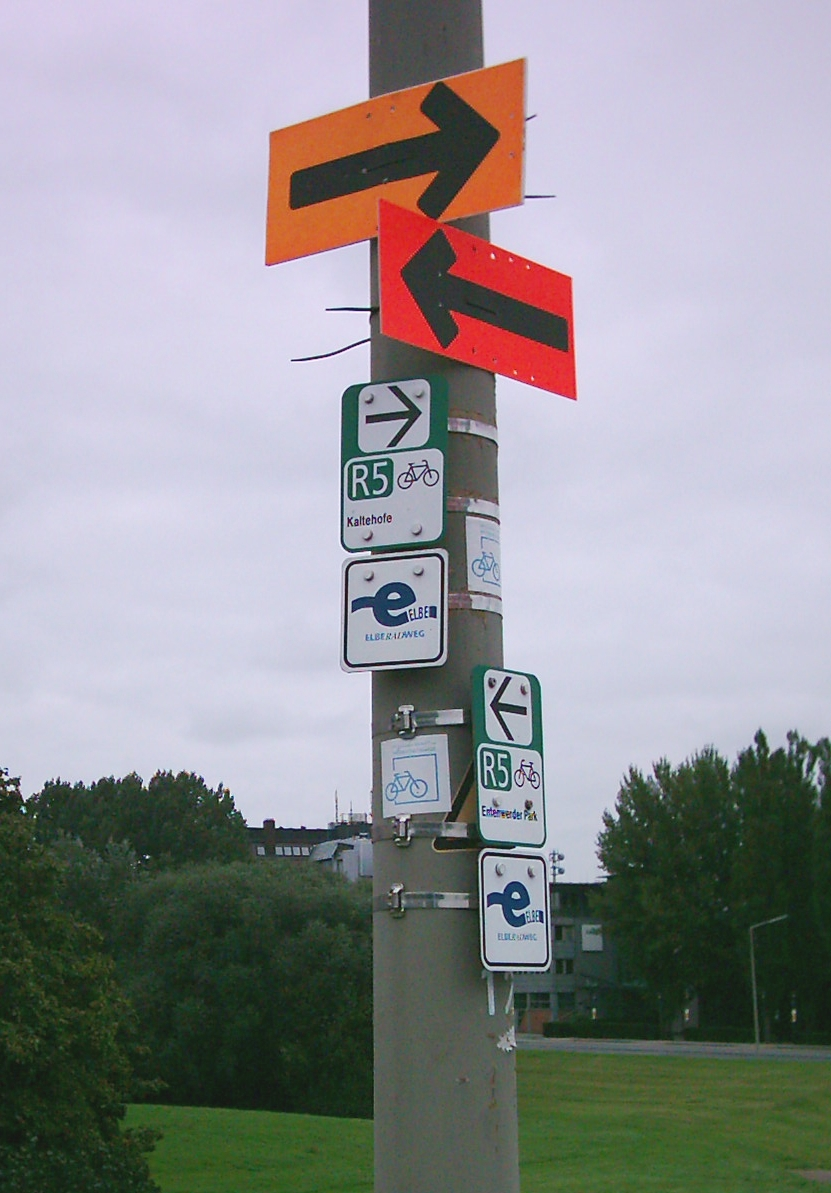
Německo (Hamburk)
Označení cyklotrasy v USA
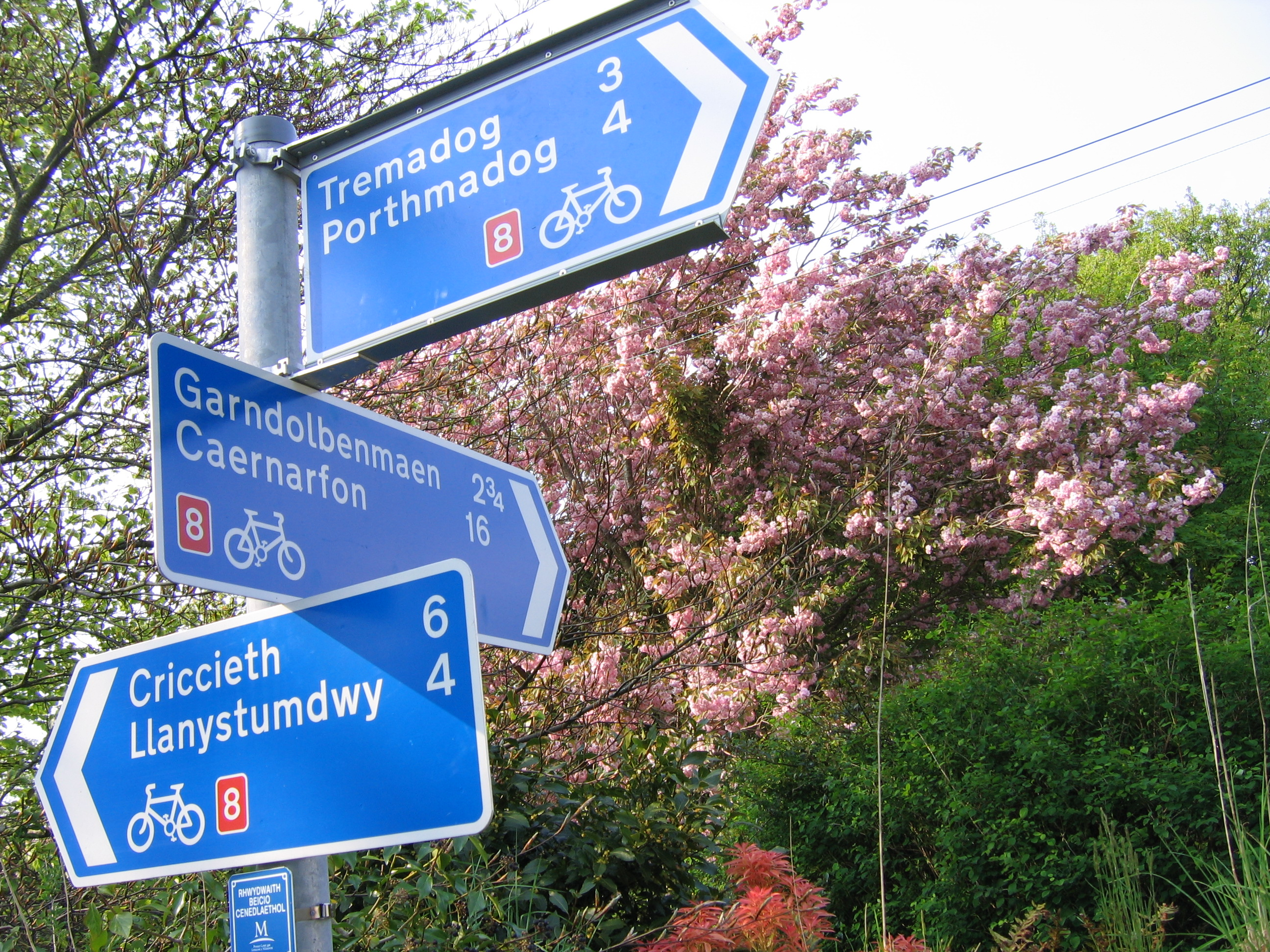
Směrovky Národní sítě cyklotras ve Walesu